# Christian Alexander Müller
Christian Alexander Müller (* 11. Dezember 1980 in Karl-Marx-Stadt) ist ein deutscher Musicaldarsteller. Bekannt wurde er als jüngstes Phantom aller Zeiten am Essener Colosseum Theater in Andrew Lloyd Webbers Das Phantom der Oper.
Schon früh sang er im Kinderchor der Städtischen Theater Chemnitz, der Städtischen Musikschule und war Förderschüler im Gesang, Tanz und Schauspiel. Sein Operndebüt gab Christian Alexander Müller bereits im Alter von elf Jahren als Erster Knabe in Mozarts Die Zauberflöte.
Seine professionelle Ausbildung erhielt er an den Hochschulen für Musik und Gesang in Rostock und Weimar. Nach Meisterkursen bei Dietrich Fischer-Dieskau und Norman Shetler sang C. A. Müller bei der José Carreras Gala in Leipzig und ist Gastsolist des Collegium Musicum an der TU Chemnitz.
Im Jahr 2011 bei der Produktion von Andrew Lloyd Webbers Bleib doch bis Sonntag (Tell Me On a Sunday) am Staatstheater Coburg war Christian Alexander Müller erstmals auch als Bühnenregisseur tätig. Seither übernahm er bei einer Vielzahl von Musicals die Regie wie beispielsweise Babytalk in Chemnitz oder Lieder für eine neue Welt in Leipzig. Es folgte die Gründung der eigenen Produktionsfirma Heartmade Productions gemeinsam mit Nadine Wagner im Jahr 2012. Man entwirft Konzert- und Veranstaltungskonzepte und organisiert und produziert Musicals. Neben Konzertformaten wie das jährlich stattfindende Konzert „Weihnachtszauber – Das Weihnachtskonzert mit den Musicalstars“ in der St.-Markus-Kirche in Chemnitz, welches auch im Chemnitz Fernsehen ausgestrahlt wird, war das Unternehmen zuletzt für die Produktion des Musicals Die Brücken am Fluss in der Stadthalle Chemnitz verantwortlich. Müller übernahm die Regie, entwarf das Bühnenbild und war gleichzeitig in der Rolle des Fotografen Robert Kincaid zu sehen. Er ist der künstlerische Leiter von Heartmade Productions.
Als Lehrbeauftragter im Fach Musical-Gesang war er von 2011 bis 2015 an der Hochschule für Musik und Theater „Felix Mendelssohn Bartholdy“ Leipzig tätig.
Außerdem war Müller bei verschiedensten Konzertformaten als Solist vertreten wie die Sommernacht des Musicals im Jahr 2012, 2013 und 2016 und ist gemeinsam mit Mark Seibert, Patrick Stanke und Jan Ammann Mitgründer der Gesangsformation Musical Tenors. Im Rahmen der Konzertreihe Musical Stars in Concert präsentierte er zum ersten Mal ein eigenes Soloprogramm Something Beautiful – Meine Musicalwelt und war auch im Jahr 2016 wieder mit dem Format Storybook als Solokünstler auf der Bühne zu sehen.
Seit 2007 ist Müller Botschafter für die Deutsche Förderungsgesellschaft zur Mukoviszidoseforschung e. V. und unterstützt damit einige Projekte dieser Gesellschaft.

## Aufführungen
Fame
- 2000/01: Opernhaus Chemnitz: Rolle: Nick Piazza

Les Miserablés
- 2001: Opernhaus Chemnitz: Rollen: Enjolras, Marius (mitstudierend), Feuily
- 2002/03/04: Landestheater Detmold: Rollen: Enjolras, Bischof zu Dinge
- 2003/04: Theater des Westens Berlin: Rollen: Javert, Enjolras, Swing – Ensemble
- 2006: A. Theater Dessau: Rolle: Enjolras
- 2006/07: Landestheater Detmold: Rolle: Marius
- 2014/15: Landestheater Linz: Rolle: Jean Valjean

Elisabeth
- 2002/03: Colosseum Theater Essen: Rollen: Luigi Lucheni, Kaiser Franz Josef, Graf Grünne – Ensemble, Fürst Schwarzenberg – Ensemble
- 2012: Tour (La Belle – nach der Wiener original Produktion): Rollen: Kaiser Franz Josef

Aida
- 2005 Colosseum Theater Essen: Rollen: Radamès, Zoser
- 2008 Wörther See-Festspiele: Rolle: Radamès
- 2011–2014 Oper Chemnitz: Rolle: Radamès

Das Phantom der Oper
- 2005/06 Colosseum Theater Essen: Rollen: Phantom der Oper (Zweitbesetzung), Raoul Vicomte de Chagny, Monsieur Andrè, Auktionator, Passarino, Swing – Ensemble
- 2006/07 Colosseum Theater Essen: Rolle: Phantom der Oper – Erstbesetzung
- 2012 (29.11.–9.12.) Ronacher Wien: Das Phantom der Oper – Das Original, Konzertante Aufführung, Rolle: Phantom der Oper – Erstbesetzung

Frankenstein
- 2007 Stadtsaal Mistelbach: Rolle: Dr. Frankenstein

West Side Story
- 2008/09 Theater Chemnitz: Rolle: Tony
- 2008/09/10 Theater Kiel: Rolle: Tony
- 2008 Theater Hagen: Rolle: Tony
- 2009/10 Bad Hersfelderfestspiele Rolle: Tony
- 2009/10 Theater Magdeburg Rolle: Tony
- 2012 Landestheater Coburg Rolle: Tony

Evita
- 2009/10/11 Theater Chemnitz: Rolle: Ché, Magaldi
- 2010 Theater Dortmund Rolle: Chè
- 2010–12 Landestheater Coburg Rolle: Chè
- 2013 Staatstheater Kassel: Rollen: Magaldi

Carmen
- 2010 Bad Hersfelderfestspiele Rolle: Jo

Musical Tenors
- 2010/11/12 Tour – Sound of Music

Die letzten fünf Jahre
- 2011 Chemnitzer Kabarett Rolle: Jamie

Der Graf von Monte Christo
- 2012: Musikalische Komödie Leipzig: Rollen: Edmont Dantes/Graf von Monte Christo

Chess
- 2012/13: Gera/Altenburg: Rollen: Anatoly

Wagners Ding mit dem Ring
- 2013/14: Leipzig: Rollen: Siegmund/Siegfried

Show Boat
- 2014/15: Landestheater Linz: Rolle: Gaylord Ravenal

Jesus Christ Superstar
- Sommer 2015: 57. Bad Gandersheimer Domfestspiele: Rolle: Jesus

Kiss Me, Kate
- 2016: Staatstheater Nürnberg: Rolle: Fred Graham/Petruchio

Dracula
- 2016/17: Stadttheater Bremerhaven: Rolle: Graf Dracula

Die Brücken am Fluss
- 2017: Stadthalle Chemnitz, Rolle: Robert Kincaid